# شاخص تیوبی
شاخص تیوبی (TIOBE index) (به انگلیسی: TIOBE programming community index) شاخص جامعه برنامه‌نویسی TIOBE معیار محبوبیت زبان‌های برنامه‌نویسی است که توسط TIOBE Software BV، مستقر در آیندهوون، هلند ایجاد و نگهداری می‌شود. TIOBE مخفف کلمه مهم بودن جدی بودن، عنوان نمایشنامه کمدی اسکار وایلد در سال ۱۸۹۵ است.
ایندکس از تعداد نتایج موتورهای جستجو برای عبارتهای حاوی نام زبان محاسبه می‌شود. این فهرست شامل جستجوهای Google , Google Blogs , MSN , Yahoo!، Baidu , Wikipedia و YouTube می‌شود. شاخص هر ماه یکبار به روز می‌شود. اطلاعات فعلی رایگان است، اما داده‌های آماری بلند مدت برای فروش است. نویسندگان فهرست اظهار کرده‌اند که ممکن است هنگام تصمیم‌گیری‌های استراتژیک مختلف ارزشمند باشد. TIOBE بر زبانهای تورینگ کامل تمرکز می‌کند، بنابراین اطلاعاتی دربارهٔ محبوبیت، به عنوان مثال، HTML ارائه نمی‌دهد.

## تاریخچه
شاخص TIOBE به سیاست رتبه‌بندی موتورهای جستجو حساس و بر اساس آن است. به عنوان مثال، در آوریل ۲۰۰۴، گوگل اقدام به پاکسازی کرد تا از تلاش‌های ناعادلانه برای ارتقاء رتبه جستجو خلاص شود. در نتیجه، کاهش زیادی برای زبان‌هایی مانند جاوا و C ++ رخ داد، اما این زبان‌ها در بالای جدول باقی مانده‌اند. برای جلوگیری از چنین نوساناتی، TIOBE اکنون از چندین موتور جستجو استفاده می‌کند.
در اوت ۲۰۱۶، C به پایین‌ترین نمره رتبه‌بندی خود از زمان راه اندازی این شاخص رسید، اما هنوز دومین زبان محبوب پس از جاوا بود، در حالی که در ماه مه ۲۰۲۰، C رتبه اول را بدست آورد، و از آن زمان جاوا به‌طور قابل توجهی کاهش یافته‌است در حالی که هنوز حفظ می‌شود رتبه دوم تا نوامبر ۲۰۲۰، زمانی که پایتون جاوا را به عنوان دومین زبان برنامه‌نویسی محبوب پس از C پشت سر گذاشت.
جایزه زبان برنامه‌نویسی سال TIOBE به زبان با بیشترین میزان محبوبیت سالانه در شاخص تعلق می‌گیرد، به عنوان مثال، Go در سال 2016 زبان برنامه‌نویسی سال بود و پایتون این جایزه را برای سال ۲۰۲۰ دریافت کرد.

## شاخص
نگهبانان تصریح می‌کنند که شاخص TIOBE «در مورد بهترین زبان برنامه‌نویسی یا زبانی نیست که بیشتر خطوط کد در آن نوشته شده‌است»، اما ادعا می‌کنند که تعداد صفحات وب ممکن است نشان دهنده تعداد مهندسان ماهر، دوره‌ها و مشاغل در سراسر جهان باشد.
پیر کربنل نامگذاری TIOBE از Objective-C را به عنوان «زبان برنامه‌نویسی سال» در سال ۲۰۱۲ به چالش می‌کشد و معتقد است که ممکن است صفحات Objective-C زیادی در وب وجود داشته باشد، اما آنها به ندرت خوانده می‌شوند. در عوض، بر اساس داده‌های Google Trends، شاخص PYPL خود را پیشنهاد می‌کند. این روند محبوبیت را از سال ۲۰۰۴، در سراسر جهان و برای ۵ کشور مختلف نشان می‌دهد.
Bjarne Stroustrup معتقد است که TIOBE بیشتر «سر و صدا» را اندازه‌گیری می‌کند و باید یافته‌های خود را به جای «محبوبیت» بر حسب دسی بل گزارش دهد.
تیم بانس، نویسنده Perl DBI، نسبت به شاخص و روشهای رتبه‌بندی آن انتقاد کرده‌است.